# Messatoporus rufator
Messatoporus rufator là một loài tò vò trong họ Ichneumonidae.